# ستيفن كوشران
ستيفن كوشران (بالإنجليزية: Stephen Cochran)‏ هو مغني ومغن مؤلف أمريكي، ولد في 17 سبتمبر 1979.

## وصلات خارجية
- الموقع الرسمي
- ستيفن كوشران على موقع ميوزك برينز (الإنجليزية)